# (6241) Galante
(6241) Galante est un astéroïde de la ceinture principale.

## Description
(6241) Galante est un astéroïde de la ceinture principale. Il fut découvert le 4 octobre 1989 à Bologne par l'observatoire San Vittore. Il présente une orbite caractérisée par un demi-grand axe de 3,00 UA, une excentricité de 0,11 et une inclinaison de 9,1° par rapport à l'écliptique.

## Compléments